# Coco-do-mar
A Lodoicea maldivica,  comummente conhecido como coco-do-mar é uma árvore dióica, da família das Arecáceas,  endémica da ilha de Praslin, nas Seicheles, embora haja alguns exemplares introduzidos noutras ilhas do arquipélago. O nome «coco-do-mar» tanto diz respeito à árvore, como ao fruto, como à semente desta planta.

## Descrição

### Árvore
É uma árvore dioica, com um tronco fino para o seu tamanho: uma árvore-macho atinge 30 m de altura, enquanto que se encontram fêmeas com 24 m. As frondes são também enormes, podem atingir 10 m de comprimento por 3,5 a 4 m de largura e são marcescentes, ou seja, conservam-se presas ao tronco depois de secas. A inflorescência masculina pode atingir um metro de comprimento.
A árvore-fêmea pode produzir uma grande quantidade de frutos, que exteriormente não são muito diferentes dum coco, com um epicarpo fibroso; a semente, o coco-do-mar, tem dois lobos e pode atingir 30 kg de peso.

### Fruto
O fruto é drupáceo e leva 6-7 anos a amadurecer e a germinação da semente leva 7-10 anos até aparecer a primeira folha. O tronco não se pode ver até a planta ter já 15 anos e atinge a maturidade com 20 a 40 anos. Por estas razões, pensa-se que uma planta saudável possa atingir uma idade de 200 a 400 anos.

### Semente
Durante muitos anos os navegadores pensavam que a semente  crescia no fundo do mar, uma vez que só a encontravam a flutuar, é a maior semente do mundo e tem a forma de coxas humanas, com a respectiva púbis numa das faces.

## Distribuição
A planta desenvolve-se em zonas com solo bem drenado, em encostas expostas, embora o seu crescimento seja reduzido com a erosão. Na ilha de Praslin, existe uma floresta natural de coco-de-mar na Reserva da Natureza do Vallée de Mai, que foi inscrito pela UNESCO em 1984 na lista dos sítios que constituem Património Mundial